# Pandemija svinjske gripe 2009.
Pandemija svinjske ili sjevernoameričke gripe 2009. je širenje zarazne bolesti ljudi uzrokovano novim sojem virusa gripe (tip A, podtip H1N1), koji su javnozdravstvene službe prvi put identificirale u ožujku 2009. Lokalni izvori zaraze nalik gripi bili su prvotno otkriveni na tri mjesta u Meksiku, ali je novi soj virusa klinički identificiran tek mjesec dana kasnije u Teksasu i Kaliforniji. Prisutnost je potom potvrđena u nizu meksičkih država kao i u Ciudad de Mexicu, a izolirani slučajevi su od tada prijavljeni diljem SAD-a i drugih zemalja sjeverne polutke. Do 29. travnja je novi soj virusa laboratorijski potvrđen i u Kanadi, Španjolskoj, Ujedinjenom Kraljevstvu, Novom Zelandu, Njemačkoj, Izraelu, Kostariki i Australiji, a u zarazu se sumnja u više od 3 tisuće osoba diljem svijeta. Do 29. travnja su svi slučajevi bile osobe koje su živjele ili putovale u Meksiko. Na navedeni datum Španjolska je potvrdila prvi slučaj zaraze kod osobe koja nije bila u Meksiku.
Zbog razvoja događaja je krajem travnja Svjetska zdravstvena organizacija (SZO) podigla razinu pandemijskog stupnja pripravnosti na 5. stupanj. To znači da je "zaraza široko rasprotranjena među ljudima". Unatoč razini pripravnosti, SZO je ukazala na to da se većina zaraženih ljudi potpuno oporavi bez potrebe za medicinskom intervencijom ili protuvirusnim lijekovima. Zdravstvene agencije brojnih vlada svijeta su prethodno izrazile zabrinutost zbog izbijanja zaraze te pomno prate razvoj situacije. Od 24. travnja do 6. svibnja su u Meksiku zatvorene sve škole i visoka učilišta, te do daljnjega odgođena sva javna događanja. U SAD-u su zatvorene one škole u kojima su potvrđeni slučajevi među učenicima.

## Izbijanje zaraze
Prvi potvrđeni slučaj zaraze svinjskom gripom zbio se u gradiću La Gloria, Veracruz u Meksiku, kada je 2. travnja 2009. obolio 4-godišnji Édgar Enrique Hernández. On se danas smatra "nultim pacijentom", ali se u međuvremenu potpuno oporavio od posljedica zaraze. Od ranog ožujka je gradićem harala gripa koja je zahvatila 60% lokalnog stanovništva, no nije uočen niti jedan drugi slučaj svinjske gripe. Gradić La Gloria je smješten uz svinjogojsko gospodarstvo koje uzgaja i do milijun svinja godišnje, pa su stanovnici dugo negodovali zbog brojnih muha koje su ih oblijetale s farme. Meksički institut za socijalnu sigurnost je početkom travnja iznio mogućnost da je muha izvorni vektor virusne zaraze. Tvrtka Smithfield Foods u čijem je vlasništvu svinjogojsko imanje je dala službeno očitovanje kako nije uočila simptome prisustva virusa svinjske gripe u svom stadu niti među svojim zaposlenicima te kako redovito obavlja cijepljenje svinja i mjesečno ispitivanje na virus gripe.
Izbijanje zaraze je 18. ožujka prvi put identificirano u Ciudad de Mexicu kao "bolest nalik gripi". Meksičke su vlasti zarazu proglasile "zakašnjelom sezonskom gripom" koja je vezana za virus gripe tip B. No 21. travnja Centar za kontrolu i prevenciju bolesti SAD-a putem medija izdaje upozorenje vezano uz dva izolirana slučaja nove svinjske gripe. Prva su dva slučaja prepoznata i potvrđena u dvoje djece iz Kalifornije koja su se razboljela 28. odnosno 30. ožujka. Novi je soj ubrzo potvrđen i u Meksiku i tako povezan s nedavnim događajima. Prvi se smrtni slučaj zbog zaraze dogodio 13. travnja kada je od dišnih komplikacija umrla dijabetična žena iz Oaxake. Uzorci su zatim prikupljeni i poslani u SAD.
Tijekom ožujka i travnja otkrivene su tisuće slučajeva moguće svinjske gripe u Meksiku i na jugozapadu Sjedinjenih Država. Uočena je neobična letalnost soja u Meksiku. Iako se ispočetka govorilo o 152 vjerojatne smrti od posljedica bolesti, Svjetska zdravstvena organizacija je 29. travnja potvrdila samo njih 7 te opovorgnula ostale. Meksički ministar zdravstva José Ángel Córdova 24. travnja je izjavio kako se virus gripe "vodi u respiratornu epidemiju koju zasada ne uspijevamo kontrolirati".

## Vremenski slijed
| Datum         | Država | Događaj |
| ------------- | --- | --- |
| veljača 2009. | Meksiko | Stanovnici La Glorije obolijevaju od misteriozne dišne bolesti. Kasnije je utvrđeno da je 4-godišnji dječak Edgar Hernández prva poznata žrtva zaraze.                              |
| 18. ožujka    | Meksiko | Potvrđen prvi slučaj svinjske gripe (H1N1), ali još nije utvrđen raspon širenja. |
| 28. ožujka    | SAD | Potvrđeni prvi slučajevi svinjske gripe u Kaliforniji. |
| 13. travnja   | Meksiko | Prvi smrtni slučaj od posljedica infekcije. |
| 24. travnja   | | SZO: Izdano upozorenje kojim se za područje Meksika i SAD-a potvrđuje izbijanje zaraze "virusom svinjske gripe tip A, podtip H1N1 koji nije prije pronađen u svinje ili u čovjeka". |
| 26. travnja   | Kanada | Potvrđena prva 4 slučaja. |
| 27. travnja   | | |
| Španjolska    | Prvi slučaj u Europi potvrđen u Almansi.                                                                                  | |
|               | SZO: "Ograničavanje izvora zaraze nije ostvarivo", razina pandemijskog stupnja pripravnosti podignuta s 3. na 4. stupanj. | |
| UK            | Potvrđena prva 2 slučaja u Škotskoj.                                                                                      | |
| 28. travnja   | | |
| Izrael        | Potvrđen prvi slučaj u Aziji.                                                                                             | |
| Novi Zeland   | Potvrđeno prvih 11 slučajeva, zaraza se proširila i na južnu polutku.                                                     | |
| Kostarika     | Prva 2 potvrđena slučaja u Srednjoj Americi.                                                                              | |
| 29. travnja   | | |
| Njemačka      | Potvrđena 2 slučaja u Bavarskoj i 1 u Hamburgu.                                                                           | |
| SAD           | Prvi ne-meksički smrtni slučaj u Teksasu, žrtva dvogodišnje dijete.                                                       | |
| Austrija      | Prvi slučaj potvrđen u Beču.                                                                                              | |
| Švicarska     | Potvrđen slučaj u Badenu.                                                                                                 | |
| Peru          | Prvi potvrđeni slučaj u Južnoj Americi.                                                                                   | |
| EU            | Najavljena mogućnost otkazivanja svih letova u Meksiko i dezinfekcije zračnih luka.                                       | |
|               | SZO: Razina pandemijskog stupnja pripravnosti podignuta s 4. na 5. stupanj.                                               | |

## Biološka svojstva
Preliminarna su istraživanja pokazala da virus posjeduje gen za hemaglutinin sličan onome virusa svinjske gripe koji je prisutan među sjevernoameričkim svinjama od 1999. No njegovi su geni za neuraminidazu i protein matriksa istovjetni onima koje nalazimo u virusa euroazijske svinjske gripe. Šest je gena ovog mutiranog soja pak mješavina gena virusa svinjske gripe, sjevernoameričke ptičje gripe i humane gripe.
Miješanje gena više sojeva koji napadaju različite vrste dosad nije zabilježeno kod virusa koji inficiraju populacije ljudi ili svinja. Ipak, genomi virusa gripe su poznati upravo po tome što se relativno lako rekombiniraju jer su raspodijeljeni na 8 samostalnih molekula RNA. Najizglednijim "loncem" u kojem se moglo zbiti takvo miješanje stručnjaci drže upravo svinje.

## Prevencija
██ potvrđene smrti
██ potvrđeni slučajevi
██ suspektni slučajevi
Budući da se novi virus svinjske gripe najvjerojatnije prenosi kapljičnim putem (bliskim kontaktom), preporuke za prevenciju zaraze virusom se sastoje od općih higijenskih mjera. To su često pranje ruku sapunom i tekućom vodom i izbjegavanje skupova u zatvorenom prostoru s velikim brojem ljudi te redovito čišćenje i pranje površina. Također se savjetuje izbjegavanje diranja usta, nosa ili očiju jer su to primarna mjesta unosa virusa. Pri kašljanju se preporuča korištenje potrošnih rubaca. Iako trenutačno ne postoje podaci o riziku od prijenosa virusa putem zraka, neki stručnjaci predlažu korištenje zaštite na javnim mjestima u izloženim zemljama. Meksičke vlasti u tu svrhu pučanstvu dijele kirurške maske.
Rizik od zaraze nije ni na koji način povezan s konzumacijom svinjetine. Unatoč tome mnoge države poput Ujedinjenih Arapskih Emirata već su zabranile uvoz svinjskog mesa, a egipatski parlament je naložio hitno pogubljenje 250.000 svinja u vlasništvu Kopta. 
Stručnjak za gripu Svjetske zdravstvene organizacije Keiji Fukuda 28. travnja je izjavio kako je sada prekasno za suzbijanje gripe. On smatra kako se države trebaju usredotočiti na umanjivanje posljedica zaraze. Ukazao je i na neučinkovitost zatvaranja državnih granica u svrhe sprječavanja širenja infekcije. Hrvatski zavod za javno zdravstvo u ovom trenutku isto ne nalazi "temelja za ograničavanje prometa robe i putnika u zemlje i iz zemalja koje su zahvaćene epidemijom svinjske gripe". Unatoč tome, mnoge države svojim građanima savjetuju izbjegavanje putovanja u pogođena područja svijeta. U zračnim lukama je najavljeno pregledavanje međunarodnih putnika. To obično znači rutinsko ispitivanje osoba koje su zemlje posjetili i uočavanje simptoma bolesti. U nekim je zračnim lukama na snazi i termografsko pregledavanje.

## Posljedice i liječenje
Simptomi zaraze svinjskom gripom uključuju:
- povišenu tjelesnu temperaturu
- kašalj
- curenje iz nosa
- grlobolju
- bolove u mišićima i kostima
- glavobolju
- umor
- mučninu i povraćanje.

Za razliku od tipičnih slučajeva gripe koji uzrokuju smrt prvenstveno starijih osoba i male djece, ovaj soj smrtne posljedice uzrokuje kod ljudi između 25. i 45. godine života. Jedno od objašnjenja je narav virusa da kod mladih ljudi s aktivnijim imunosnim sustavom uzrokuje tzv. citokinsku oluju. Na drugo objašnjenje ukazuju studije o prijašnjim pandemijama koje su pronašle vezu između stope smrtnosti od zaraze i razvijenosti sustava zdravstvene zaštite.
Prethodno preporučena cjepiva protiv gripe, uključujući i ono za sezonu 2009./2010. su se pokazala neučinkovitima u borbi protiv novog soja. Virus je otporan i na amantadin i rimantadin. Za trenutni razvoj, proizvodnju i široku distribuciju je potrebno oko 6 mjeseci, iako bi prve doze mogle biti dostupne već u lipnju. Farmaceutska tvrtka Baxter International vlasnik je patenta za tehnološki postupak koji omogućava razvoj cjepiva za široku potrošnju u dvostruko kraćem vremenu.
Od trenutačno dostupnih metoda liječenja gripe, SZO je objavila kako je novi virus osjetljiv na lijekove oseltamivir (Tamiflu) i zanamivir (Relenza) koji imaju i preventivni učinak za virus gripe tipa A. Ministar zdravstva RH Darko Milinović izjavio je kako država ima zalihu od 770.000 protuvirusnih doza.

## Postupak u slučaju unosa virusa u Hrvatsku
Od 28. travnja su u Republici Hrvatskoj na snazi "preporuke o putovanju i postupku s osobama koje dolaze iz zemalja zahvaćenih epidemijom". Postupnik izdaje Hrvatski zavod za javno zdravstvo (HZJZ). 
Putnik iz zemlje u kojoj je dokumentiran lokalni prijenos uzročnika svinjske gripe s čovjeka na čovjeka:
- ako nema znakova dišne bolesti praćene povišenom tjelesnom temperaturom - ne treba se u ovom trenutku podvrgavati preventivnom zdravstvenom pregledu niti stavljati pod zdravstveni nadzor
- ako u roku od 7 dana po povratku u Hrvatsku razvije simptome dišne bolesti slične gripi - treba ga pregledati infektolog, a ukućani bolesnika trebaju pojačano provoditi opće higijenske mjere (pranje ruku, provjetravanje, čišćenje površina)

Preporučljivo je da osobe sa simptomima bolesti vlastitim prijevozom otiđu na pregled na infektološki odjel najbliže bolnice ili u Kliniku za infektivne bolesti u Zagrebu. Ako je opće stanje bolesnika vrlo teško, treba pozvati hitnu pomoć. Nikako se ne preporučuje odlazak u bolnicu javnim prijevozom. Infektolog na temelju znakova i epidemioloških podataka odlučuje o potrebi primjene protuvirusnog lijeka i eventualne hospitalizacije kod oboljelog povratnika. Ako na temelju kliničkog pregleda posumnja na svinjsku gripu, o tome obavjiešta nadležnu higijensko-epidemiološku službu prema mjestu stanovanja bolesnika.
Dana 29. travnja 22-godišnja Hrvatica koja se vratila sa studijskog putovanja u Chicago nakratko je hospitalizirana u KB Osijek zbog sumnje u zarazu svinjskom gripom. Već su istog dana provedena ispitivanja opovrgnula tu tezu.

## Opasnost od pandemije
Zdravstvena organizacija izrazila je zabrinutost da bi ova zaraza mogla zadobiti pandemijske razmjere. Razlozi za to su sljedeći:
- Virus je novi soj gripe na koji populacije ljudi još nisu cijepljene niti su imale priliku biti prirodno imunizirane.
- Potvrđeno je da se zaraza virusom prenosi s čovjeka na čovjeka. Još je u počecima zaraze na to ukazivao nedostatak izravnog kontakta pacijenata sa svinjama, kao što bi bilo da su živjeli na farmama ili poljoprivrednim gospodarstvima. Za usporedbu, prijenos virusa tijekom posljednje ozbiljnije prijetnje ptičje gripe 2006. je gotovo u potpunosti tekao izravnim kontaktom između ljudi i ptica.
- Zbog još neutvrđenih razloga bolest ubija mlade i zdrave odrasle ljude (vidi gore), što podsjeća na pandemiju španjolske gripe 1918. Većina ostalih sojeva gripe najgore simptome uzrokuje u male djece i starijih osoba sa slabijim imunosnim sustavom.
- Ključni faktori su najvećim dijelom nepoznati, poput brzine prijenosa ili efikasnosti trenutnih metoda liječenja. Kad se tome priroda nepredvidljivost kojom se i inače stvaraju novi sojevi virusa gripe, postaje jasno zašto vjerodostojne prognoze u slučaju zaraze gripom nisu moguće.

## Vanjske poveznice
|  | Zajednički poslužitelj ima još gradiva o temi Epidemija svinjske gripe 2009. |

- O svinjskoj gripi na službenim stranicama Svjetske zdravstvene organizacije (eng.)